# Masafumi Miyagi
Masafumi Miyagi (født 19. januar 1991) er en japansk fodboldspiller, som spiller for den japanske fodboldklub Kyoto Sanga FC.